# Дионисий (Псиахас)
Митрополи́т Дионисий (греч. Μητροπολίτης Διονύσιος, в миру Панайотис Псиахас, греч. Παναγιώτης Ψιάχας; 30 марта 1916, Халкидон, Стамбул — 6 января 2008, Веллингтон) — епископ Константинопольской православной церкви; митрополит Прусский (2003—2008); ранее — митрополит Новозеландский (1970—2003), ипертим и экзарх Океании.

## Биография
Родился 30 марта 1916 года в Халкидоне (ныне район Стамбула) в Османской империи. Обучался в Великой школе нации на Фанаре.
С 1934 по 1941 годы обучался в Халкинской богословской школе, где получил диплом по богословию.
В 1941 году митрополитом Прусским Поликарпом (Димитриадисом) хиротонисан во диакона и до 1945 года служил в местечке Татавла (Куртулуш) в провинции Стамбул.
15 октября 1945 года митрополитом Неокесарийским Хризостомом хиротонисан во пресвитера и до 1947 года служил на острове Халки.
С 1947 по 1959 годы служил в греческом кафедральном соборе в Лондоне. В течение 12 лет был секретарём церковного суда Фиатирской архиепископии.
6 декабря 1959 года состоялась его архиерейская хиротония во епископа Назианзского, викария Австралийской митрополии.
8 января 1970 года был избран митрополитом Новозеландским; в состав новообразованной митрополии вошли Новая Зеландия, Индия, Северной и Южная Корея, Япония, Филиппины, Сингапур, Индонезия, Гонконг.
Митрополит Дионисий заведовал православными миссиями на Филиппинах, Индонезии и Кореи.
В 1995 году награждён Почётным орденом королевы по случаю 25-летия учреждения Новозеландской митрополии.
В 1996 году территории епархии за исключением Новой Зеландии и Океании отошли к новоучреждённой Гонконгской митрополии.
21 июля 2003 года ушёл на покой и определён титулярным митрополитом Прусским.
Скончался 6 января 2008 года в больнице города Веллингтон после непродолжительной болезни.